# Los King's Boys
Los King's Boys fueron una banda española de Rock fundada en Barcelona a principios de los años 60. Tras diversos cambios de formación y evoluciones estilísticas, el grupo terminó disolviéndose en torno a 1966. 

## Historia
Los orígenes de Los King's Boys se remontan a finales de los 50 (1959) y a un grupo barcelonés denominado Los Meteors. En él ya figuraban algunos de los miembros originales, como Jordi Oliveira (bajo) y Josep María Bagur (batería). Influidos por The Shadows, realizaban básicamente música instrumental. Con la salida de algunos componentes y la entrada de Enric García (voz), Juan Manuel Torquemada y Manuel Tejada (guitarras), cambiaron ligeramente de orientación y adoptaron su nombre definitivo en torno a 1960-61.
Entre 1961 y 1963 recorrieron el circuito de salas y locales barceloneses, actuando con frecuencia en las Veladas de El Pinar (junto a bandas como Los Sírex, Los Gatos Negros o Los Mustang) e inaugurando el mítico "San Carlos Club". También hicieron conciertos en varias localidades de la Costa Brava. En ese último año (1963) son fichados por la discográfica Belter y publican su primer Ep, con adaptaciones de temas italianos.
Al año siguiente editan un segundo Ep en el que incluyen versiones de Buddy Holly y otros clásicos del rock and roll anglosajón. Para entonces, la llegada de la "British Invasion" y la fiebre del beat y el rythm and blues cambia radicalmente el panorama musical español. Los King's Boys se adaptan mal a las nuevas corrientes, intentando dar un giro hacia el estilo yeyé que resulta evidente en los temas de su tercer disco, editado ya en 1965.
A finales de ese mismo año, Manuel Tejada y Josep María Bagur abandona la banda; que con la entrada de Rafael Carrasco (batería) se ve reducida a cuarteto. Aguantan todavía todo el año, pero las nuevas tendencias musicales y los cambios estilísticos terminan afectándoles, de forma que se disuelven a los pocos meses.

## Discografía
- Ep: "Sábado noche / Tú lloras por nada / La primera que encuentre / Sol y sol" (Belter, 1963)
- Ep: "¿Dónde estás amor? / Pobre niña rica / El día D / Eres monísima" (Belter, 1964)
- Ep: "Camino verde / Si tú confías en mí / Si tú me quieres / Pues yo no vivo sin ti" (Belter, 1965)